# یان اریکسون (بازیکن فوتبال)
یان اریکسون (سوئدی: Jan Eriksson؛ زادهٔ ۲۴ اوت ۱۹۶۷) بازیکن فوتبال اهل سوئد بود.
از باشگاه‌هایی که در آن بازی کرده‌است می‌توان به باشگاه فوتبال کایزرسلاوترن، باشگاه فوتبال هلسینگبورگس، باشگاه فوتبال ای‌آی‌کی، باشگاه فوتبال ساندرلند، باشگاه فوتبال سروت ۱۸۹۰، و باشگاه فوتبال سوندسوال اشاره کرد.
وی همچنین در تیم‌های ملی فوتبال زیر ۲۱ سال سوئد و سوئد بازی کرده‌است.